# Thorntons
Thorntons Limited è un'azienda britannica specializzata nella produzione e distribuzione di cioccolato e dolciumi. Fondata nel 1911 a Sheffield, Inghilterra, da William Joseph Thornton, è una delle più antiche e storiche case dolciarie del Regno Unito. Dal 2015 è di proprietà del gruppo italiano Ferrero.

## Storia
Thorntons nacque nel 1911 con l’apertura del primo negozio al 159 di Norfolk Street a Sheffield. Il fondatore, William Joseph Thornton (1870–1919), fu presto affiancato dal figlio quindicenne, William Norman Hinsby Thornton (1896–1984), che ne assunse la direzione. L’azienda acquisì notorietà per la produzione artigianale di toffee, fudge e altri dolciumi tradizionali inglesi.

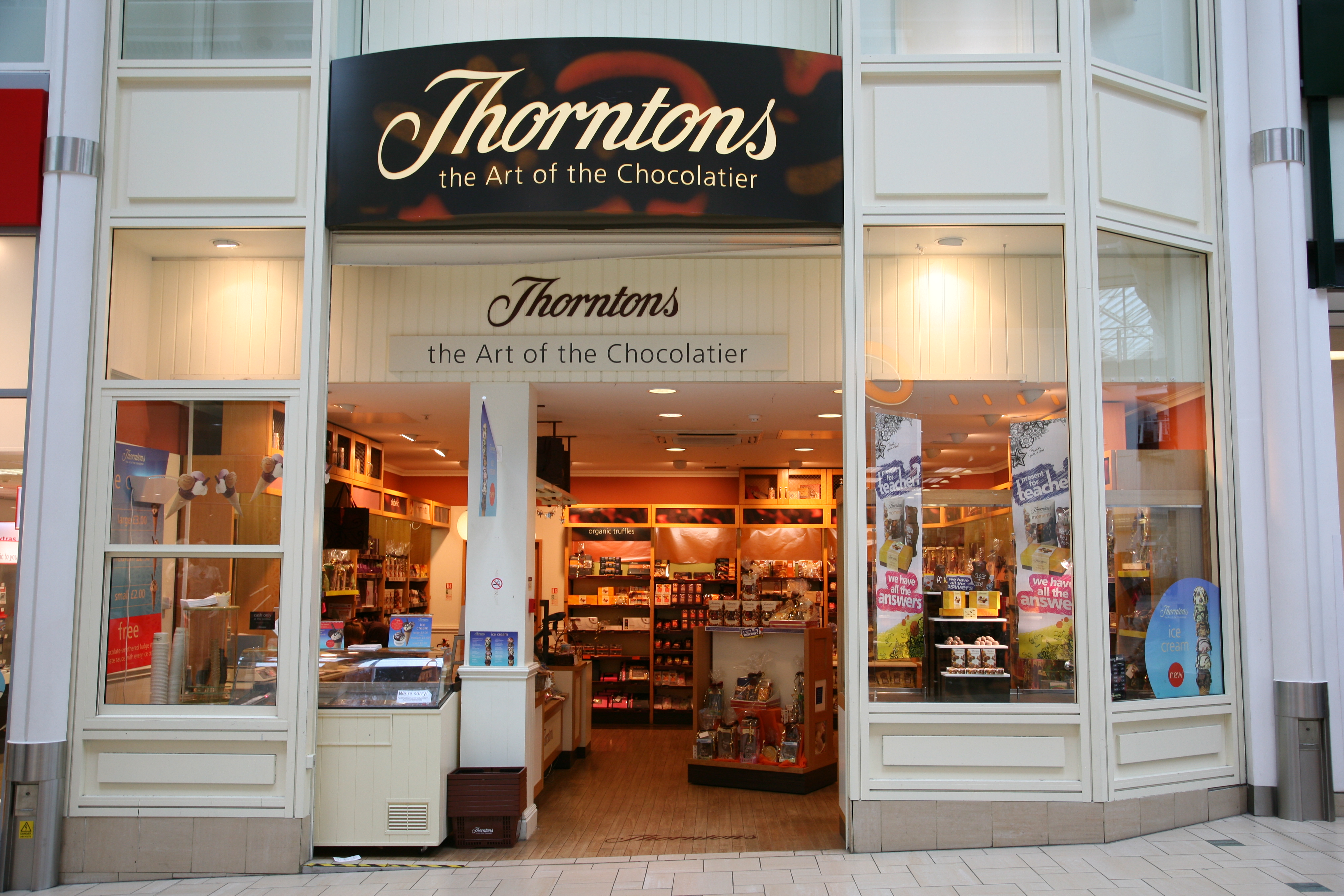
L'ex negozio Thorntons di Banbury, situato al numero 81 di High Street.

Nel corso del XX secolo, Thorntons si espanse gradualmente, aprendo numerosi negozi in tutto il Regno Unito e guadagnandosi una solida reputazione per la qualità dei suoi prodotti. Il nipote del fondatore, Peter Thornton, fu presidente dell’azienda fino al 1987, quando venne rimosso dal consiglio di amministrazione. Con l’abolizione del razionamento postbellico, Thorntons iniziò a orientarsi verso la produzione di cioccolato in stile belga e svizzero, introducendo confezioni regalo e assortimenti pregiati, che diventarono il marchio distintivo dell’azienda.
Negli anni 2000, l’azienda visse un periodo di espansione, ma anche di difficoltà gestionali. Nel 2009, nonostante un fatturato di 214,8 milioni di sterline, l’utile operativo scese a 7,94 milioni, segnando l’inizio di una fase critica. Le vendite risultavano fortemente stagionali: circa il 35% del fatturato si concentrava nelle settimane precedenti il Natale e un ulteriore 10% prima di Pasqua. Questa dipendenza da periodi specifici dell’anno rese difficile una pianificazione sostenibile della produzione e delle risorse umane.
Nel gennaio 2011, Jonathon Hart venne nominato amministratore delegato. Pochi mesi dopo, nel giugno 2011, venne annunciata la chiusura di tra 120 e 180 negozi, nell’ambito di un piano di ristrutturazione.
Nel giugno 2015, il gruppo italiano Ferrero annunciò l’acquisizione del 100% di Thorntons Limited per 112 milioni di sterline, tramite un’offerta pubblica di acquisto (OPA). Al momento dell’operazione, Thorntons era una società quotata alla Borsa di Londra e i suoi principali azionisti erano investitori istituzionali e privati. Con l'acquisizione, Ferrero ritirò Thorntons dal mercato azionario, rendendola una società privata interamente controllata dal gruppo. Oggi, Thorntons Ltd è detenuta al 75% da Ferholding UK Ltd, a sua volta controllata da Giovanni Ferrero, che detiene oltre il 50% dei diritti di voto.
Dal 2017 al 2018, grazie agli investimenti, l’azienda aumentò la produzione e le vendite, pur riducendo l’apertura di nuovi punti vendita. Alcuni negozi furono riconvertiti in caffè Thorntons, che abbinavano prodotti dolciari a cibi e bevande da consumare sul posto o da asporto.
A causa delle restrizioni imposte dal governo britannico durante la pandemia di COVID-19, tutti i negozi fisici Thorntons furono temporaneamente chiusi per gran parte del 2020. Il 15 marzo 2021, l’azienda annunciò la chiusura definitiva degli ultimi 61 punti vendita, con la volontà di concentrare le vendite online e nei canali della grande distribuzione organizzata, come supermercati e catene alimentari. Al momento dell’annuncio, Thorntons registrava un incremento del 70% nelle vendite tramite il proprio sito web rispetto all’anno precedente. Nello stesso anno, Thorntons ricevette il Lausanne Index Prize – Bronze Award, riconoscimento assegnato alle aziende distintesi per l’innovazione e la qualità dei prodotti nel settore alimentare.